# Треугольник
Треуго́льник (в евклидовом пространстве) — геометрическая фигура, образованная тремя отрезками, которые соединяют три точки, не лежащие на одной прямой. Указанные три точки называются вершинами треугольника, а отрезки — сторонами треугольника. Часть плоскости, ограниченная сторонами, называется внутренностью треугольника: нередко треугольник рассматривается вместе со своей внутренностью (например, для определения понятия площади).
Стороны треугольника образуют в вершинах треугольника три угла, поэтому треугольник можно также определить как многоугольник, у которого имеется ровно три угла, то есть как часть плоскости, ограниченную тремя отрезками, которые соединяют три точки, не лежащие на одной прямой. Треугольник является одной из важнейших геометрических фигур, повсеместно используемых в науке и технике, поэтому исследование его свойств проводилось начиная с глубокой древности.
Понятие треугольника допускает различные обобщения. Можно определить это понятие в неевклидовой геометрии (например, на сфере): на таких поверхностях треугольник определяется как три точки, соединённые геодезическими линиями. В {\displaystyle n}-мерной геометрии аналогом треугольника является {\displaystyle n}-й мерный симплекс.
Иногда рассматривают вырожденный треугольник, три вершины которого лежат на одной прямой. Если не оговорено иное, треугольник в данной статье предполагается невырожденным.

## Основные элементы треугольника

Стандартные обозначения

### Вершины, стороны, углы
Традиционно вершины треугольника обозначаются заглавными буквами латинского алфавита: {\displaystyle A,\ B,\ C,} а противолежащие им стороны — теми же строчными буквами (см. рисунок). Треугольник с вершинами {\displaystyle A,} {\displaystyle B} и {\displaystyle C} обозначается как {\displaystyle \Delta ABC.} Стороны можно также обозначать буквами ограничивающих их вершин: {\displaystyle AB=c}, {\displaystyle BC=a}, {\displaystyle CA=b}.
Треугольник {\displaystyle \Delta ABC} имеет следующие углы:
- угол {\displaystyle \angle A=\angle BAC} — угол, образованный сторонами {\displaystyle AB} и {\displaystyle AC} и противолежащий стороне {\displaystyle BC};
- угол {\displaystyle \angle B=\angle ABC} — угол, образованный сторонами {\displaystyle AB} и {\displaystyle BC} и противолежащий стороне {\displaystyle AC};
- угол {\displaystyle \angle C=\angle ACB} — угол, образованный сторонами {\displaystyle BC} и {\displaystyle AC} и противолежащий стороне {\displaystyle AB}.

Величины углов при соответствующих вершинах традиционно обозначаются греческими буквами ({\displaystyle \alpha ,} {\displaystyle \beta ,} {\displaystyle \gamma }).

Внешним углом плоского треугольника при данной вершине называется угол, смежный внутреннему углу треугольника при этой вершине

Внешним углом {\displaystyle DCA} плоского треугольника {\displaystyle ABC} при данной вершине {\displaystyle C} называется угол, смежный внутреннему углу {\displaystyle ACB} треугольника при этой вершине (см. рис.). Если внутренний угол при данной вершине треугольника образован двумя сторонами, выходящими из данной вершины, то внешний угол треугольника образован одной стороной, выходящей из данной вершины и продолжением другой стороны, выходящей из той же вершины. Внешний угол может принимать значения от {\displaystyle 0} до {\displaystyle 180^{\circ }.}
Периметром треугольника называют сумму длин трёх его сторон, а половину этой величины называют полупериметром.

### Классификация треугольников

#### По виду наибольшего угла

Остроугольный
Тупоугольный
Прямоугольный

Поскольку в евклидовой геометрии сумма углов треугольника равна {\displaystyle 180^{\circ },} то не менее двух углов в треугольнике должны быть острыми (меньшими {\displaystyle 90^{\circ }}). Выделяют следующие виды треугольников.
- Если все углы треугольника острые, то треугольник называется остроугольным.
- Если один из углов треугольника прямой (равен {\displaystyle 90^{\circ }}), то треугольник называется прямоугольным. Две стороны, образующие прямой угол, называются катетами, а сторона, противолежащая прямому углу, называется гипотенузой.
- Если один из углов треугольника тупой (больше {\displaystyle 90^{\circ }}), то треугольник называется тупоугольным, Остальные два угла, очевидно, острые (треугольников с двумя тупыми или прямыми углами быть не может).

#### По числу равных сторон (или по степени симметричности)

Разносторонний
Равнобедренный
Равносторонний

- Разносторонним называется треугольник, у которого все три стороны не равны.
- Равнобедренным называется треугольник, у которого две стороны равны. Эти стороны называются боковыми, третья сторона называется основанием[4]. В равнобедренном треугольнике углы при основании равны. В равнобедренном треугольнике равны две медианы, две высоты, две биссектрисы.
- Равносторонним или правильным называется треугольник, у которого все три стороны равны. В равностороннем треугольнике все углы равны 60°, а центры вписанной и описанной окружностей совпадают. Равносторонний треугольник является частным случаем равнобедренного треугольника.

| Треугольник    | Количество осей симметрии | Количество пар равных сторон |
| -------------- | ------------------------- | ---------------------------- |
| Разносторонний | Нет                       | Нет                          |
| Равнобедренный | 1                         | 1                            |
| Равносторонний | 3                         | 3                            |

### Медианы, высоты, биссектрисы

Медианы в треугольнике

Медианой треугольника, проведённой из данной вершины, называется отрезок, соединяющий эту вершину с серединой противолежащей стороны (основанием медианы). Все три медианы треугольника пересекаются в одной точке. Эта точка пересечения называется центроидом или центром тяжести треугольника. Последнее название связано с тем, что у треугольника, сделанного из однородного материала, центр тяжести находится в точке пересечения медиан. Центроид делит каждую медиану в отношении 1:2, считая от основания медианы. Треугольник с вершинами в серединах медиан называется срединным треугольником. Основания медиан данного треугольника образуют так называемый дополнительный треугольник.
Длину медианы {\displaystyle m_{c},} опущенной на сторону {\displaystyle c,} можно найти по формулам:
{\displaystyle m_{c}={1 \over 2}{\sqrt {2(a^{2}+b^{2})-c^{2}}}={1 \over 2}{\sqrt {a^{2}+b^{2}+2ab\cos \gamma }};}      для других медиан аналогично.

Высота в треугольниках различного типа
Высоты пересекаются в ортоцентре

Высотой треугольника, проведённой из данной вершины, называется перпендикуляр, опущенный из этой вершины на противоположную сторону или её продолжение. Три высоты треугольника пересекаются в одной точке, называемой ортоцентром треугольника. Треугольник с вершинами в основаниях высот называется ортотреугольником.
Длину высоты {\displaystyle h_{c},} опущенной на сторону {\displaystyle c,} можно найти по формулам:
{\displaystyle h_{c}=b\sin \alpha =a\sin \beta =c\,{\frac {\sin \alpha \cdot \sin \beta }{\sin(\alpha +\beta )}}};      для других высот аналогично.
Длины высот, опущенных на стороны. можно также найти по формулам:p.64:
{\displaystyle h_{c}={\frac {ab}{2R}},\quad h_{a}={\frac {bc}{2R}},\quad h_{b}={\frac {ca}{2R}}.}

Биссектриса делит пополам угол

Биссектрисой (биссе́ктором) треугольника, проведённой из данной вершины, называют отрезок, соединяющий эту вершину с точкой на противоположной стороне и делящий угол при данной вершине пополам. Биссектрисы треугольника пересекаются в одной точке, и эта точка совпадает с центром вписанной окружности (инцентром).
Если треугольник разносторонний (не равнобедренный), то биссектриса, проведённая из любой его вершины, лежит между медианой и высотой, проведёнными из той же вершины. Ещё одно важное свойство биссектрисы: она делит противоположную сторону на части, пропорциональные прилегающим к ней сторонам.
Длину биссектрисы {\displaystyle l_{c},} опущенной на сторону {\displaystyle c,} можно найти по одной из формул:
{\displaystyle l_{c}={\frac {\sqrt {ab(a+b+c)(a+b-c)}}{a+b}}={\frac {2{\sqrt {abp(p-c)}}}{a+b}}}, где {\displaystyle p} — полупериметр.
{\displaystyle l_{c}={\frac {2ab\cos {\frac {\gamma }{2}}}{a+b}}={\frac {c\,\sin \alpha \cdot \sin \beta }{\sin(\alpha +\beta )\cdot \cos {\frac {\alpha -\beta }{2}}}}}.
{\displaystyle l_{c}={\frac {h_{c}}{\cos {\frac {\alpha -\beta }{2}}}}};     здесь {\displaystyle h_{c}} — высота.
Высота, медиана и биссектриса равнобедренного треугольника, опущенные на основание, совпадают. Верно и обратное: если биссектриса, медиана и высота, проведённые из одной вершины, совпадают, то треугольник равнобедренный.

### Описанная и вписанная окружности

Треугольник АВС и его окружности: вписанная, описанная и три вневписанные

Описанная окружность (см. рис. справа) — окружность, проходящая через все три вершины треугольника. Описанная окружность всегда единственна, её центр находится в точке пересечения перпендикуляров к сторонам треугольника, проведённых через середины сторон. В тупоугольном треугольнике этот центр лежит вне треугольника.
Вписанная окружность (см. рис. справа) — окружность, касающаяся всех трёх сторон треугольника. Она единственна. Центр вписанной окружности называется инцентром, он совпадает с точкой пересечения биссектрис треугольника.
Следующие формулы позволяют вычислить радиусы описанной {\displaystyle R} и вписанной {\displaystyle r} окружностей:
{\displaystyle r={S \over p},} где {\displaystyle S} — площадь треугольника, {\displaystyle p} — его полупериметр;
{\displaystyle r={\sqrt {\frac {(-a+b+c)(a-b+c)(a+b-c)}{4(a+b+c)}}};}
{\displaystyle r={\frac {2R\sin \alpha \sin \beta \sin \gamma }{\sin \alpha +\sin \beta +\sin \gamma }}=4R\sin {\alpha  \over 2}\sin {\beta  \over 2}\sin {\gamma  \over 2};}
{\displaystyle R={\frac {a}{2\sin \alpha }}={\frac {b}{2\sin \beta }}={\frac {c}{2\sin \gamma }};}
{\displaystyle R={\frac {abc}{4S}}={\frac {abc}{4{\sqrt {p(p-a)(p-b)(p-c)}}}}={\frac {abc}{\sqrt {(a+b+c)(-a+b+c)(a-b+c)(a+b-c)}}};}
{\displaystyle R={\frac {r(\sin \alpha +\sin \beta +\sin \gamma )}{2\sin \alpha \sin \beta \sin \gamma }}={\frac {r}{4\sin {\alpha  \over 2}\sin {\beta  \over 2}\sin {\gamma  \over 2}}};}
{\displaystyle {\frac {1}{r}}={\frac {1}{r_{a}}}+{\frac {1}{r_{b}}}+{\frac {1}{r_{c}}},} где {\displaystyle r_{a},\ r_{b},\ r_{c}} — радиусы соответственных вневписанных окружностей
Ещё два полезных соотношения:
{\displaystyle {\frac {r}{R}}={\frac {4S^{2}}{pabc}}=\cos \alpha +\cos \beta +\cos \gamma -1};
{\displaystyle 2Rr={\frac {abc}{a+b+c}}.}
Существует также формула Карно:
{\displaystyle R+r=k_{a}+k_{b}+k_{c}={\frac {1}{2}}(d_{A}+d_{B}+d_{C}),}
где {\displaystyle k_{a},} {\displaystyle k_{b},} {\displaystyle k_{c}} — расстояния от центра описанной окружности соответственно до сторон {\displaystyle a,} {\displaystyle b,} {\displaystyle c} треугольника,
{\displaystyle d_{A},} {\displaystyle d_{B},} {\displaystyle d_{C}} — расстояния от ортоцентра соответственно до вершин {\displaystyle A,} {\displaystyle B,} {\displaystyle C} треугольника.
Расстояние от центра описанной окружности например до стороны {\displaystyle a} треугольника равно:
{\displaystyle k_{a}=a/(2\operatorname {tg} A);}
расстояние от ортоцентра например до вершины {\displaystyle A} треугольника равно:
{\displaystyle d_{A}=a/\operatorname {tg} A.}

## Признаки равенства треугольников

Равенство по двум сторонам и углу между ними

Равенство по стороне и двум прилежащим углам

Равенство по трем сторонам

Треугольник на евклидовой плоскости однозначно (с точностью до конгруэнтности) можно определить по следующим тройкам основных элементов:
1. {\displaystyle a,} {\displaystyle b,} {\displaystyle \gamma } (равенство по двум сторонам и углу между ними);
2. {\displaystyle a,} {\displaystyle \beta ,} {\displaystyle \gamma } (равенство по стороне и двум прилежащим углам);
3. {\displaystyle a,} {\displaystyle b,} {\displaystyle c} (равенство по трём сторонам).

Признаки равенства прямоугольных треугольников:
1. по катету и гипотенузе;
2. по двум катетам;
3. по катету и острому углу;
4. по гипотенузе и острому углу.

Дополнительные признаки: треугольники равны, если у них совпадают две стороны и угол, лежащий против большей из этих сторон, треугольники равны, если у них равны
две стороны и угол не между ними, если этот угол прямой или тупой.
Если в треугольниках {\displaystyle {\mathcal {ABC}}} и {\displaystyle {\mathcal {A_{1}B_{1}C_{1}}}} имеют место равенства {\displaystyle {\mathcal {AB}}={\mathcal {A_{1}B_{1}}},} {\displaystyle {\mathcal {AC}}={\mathcal {A_{1}C_{1}}},} {\displaystyle \angle {\mathcal {ABC}}=\angle {\mathcal {A_{1}B_{1}C_{1}}},} причём указанные углы НЕ являются острыми, то эти треугольники равны.
В сферической геометрии и в геометрии Лобачевского треугольники равны если равны их три угла.

## Признаки подобия треугольников
Средняя линия треугольника, которая соединяет его боковые стороны, равна половине основания и параллельна ему.
Два треугольника подобны:
- если они имеют по равному углу и отношения заключающих его сторон равны;
- если их соответственные углы равны (достаточно равенства двух пар углов);
- если их соответственные стороны пропорциональны.

## Основные свойства элементов треугольника

### Свойства углов
Во всяком треугольнике против большей стороны лежит больший угол, и обратно. Против равных сторон лежат равные углы.
Каждый внешний угол треугольника равен разности между 180° и соответствующим внутренним углом. Для внешнего угла также имеет место теорема о внешнем угле треугольника: внешний угол равен сумме двух других внутренних углов, с ним не смежных.

### Неравенство треугольника
В невырожденном треугольнике сумма длин двух его сторон больше длины третьей стороны, в вырожденном — равна. Иначе говоря, длины сторон невырожденного треугольника связаны следующими неравенствами:
{\displaystyle a<b+c,\quad b<c+a,\quad c<a+b.}
Дополнительное свойство: каждая сторона треугольника больше разности двух других сторон.

### Теорема о сумме углов треугольника

Сумма углов треугольника равна 180°

Сумма внутренних углов треугольника всегда равна развернутому углу или 180°:
{\displaystyle \alpha +\beta +\gamma =180^{\circ }.}
В геометрии Лобачевского сумма углов любого треугольника всегда меньше 180°, а на сфере — всегда больше.

### Теорема синусов
{\displaystyle {\frac {a}{\sin \alpha }}={\frac {b}{\sin \beta }}={\frac {c}{\sin \gamma }}=2R,}
где {\displaystyle R} — радиус окружности, описанной вокруг треугольника.

### Теорема косинусов
{\displaystyle c^{2}=a^{2}+b^{2}-2ab\cos \gamma ,\quad b^{2}=a^{2}+c^{2}-2ac\cos \beta ,\quad a^{2}=b^{2}+c^{2}-2bc\cos \alpha .}
Эта теорема является обобщением теоремы Пифагора.
- Замечание. теоремой косинусов также называют следующие две формулы, легко выводимые из основной теоремы косинусов (см. с. 51, ф. (1.11-2))[12]:

{\displaystyle a^{2}=(b+c)^{2}-4bc\cos ^{2}{\frac {\alpha }{2}},\quad a^{2}=(b-c)^{2}+4bc\sin ^{2}{\frac {\alpha }{2}}.}

### Теорема о проекциях
Источник: :
{\displaystyle c=a\cos \beta +b\cos \alpha ,\quad a=b\cos \gamma +c\cos \beta ,\quad b=c\cos \alpha +a\cos \gamma .}

### Теорема тангенсов (формулыРегиомонтана)
{\displaystyle {\dfrac {a-b}{a+b}}={\dfrac {\operatorname {tg} {\dfrac {\alpha -\beta }{2}}}{\operatorname {tg} {\dfrac {\alpha +\beta }{2}}}}={\dfrac {\operatorname {tg} {\dfrac {\alpha -\beta }{2}}}{\operatorname {ctg} {\dfrac {\gamma }{2}}}};\quad {\frac {b-c}{b+c}}={\frac {\operatorname {tg} [{\frac {1}{2}}(\beta -\gamma )]}{\operatorname {tg} [{\frac {1}{2}}(\beta +\gamma )]}};{\frac {a-c}{a+c}}={\frac {\operatorname {tg} [{\frac {1}{2}}(\alpha -\gamma )]}{\operatorname {tg} [{\frac {1}{2}}(\alpha +\gamma )]}}.}

### Теорема котангенсов
{\displaystyle {\frac {p-a}{\operatorname {ctg} (\alpha /2)}}={\frac {p-b}{\operatorname {ctg} (\beta /2)}}={\frac {p-c}{\operatorname {ctg} (\gamma /2)}}=r.}

### Формулы Мольвейде
{\displaystyle {\frac {a+b}{c}}={\frac {\cos {\frac {A-B}{2}}}{\sin {\frac {C}{2}}}},\quad {\frac {a-b}{c}}={\frac {\sin {\frac {A-B}{2}}}{\cos {\frac {C}{2}}}}.}

### Решение треугольников
Вычисление неизвестных сторон, углов и других характеристик треугольника, исходя из известных, исторически получило название «решения треугольников». При этом используются приведенные выше общие тригонометрические теоремы, а также признаки равенства и подобия треугольников.

## Площадь треугольника
Далее используются обозначения
- {\displaystyle h_{a},\ h_{b},\ h_{c}} — высоты, опущенные на стороны {\displaystyle a,b,c,}
- {\displaystyle p={\dfrac {a+b+c}{2}}} — полупериметр,
- {\displaystyle p_{a}=p-a,} для {\displaystyle p_{b}} и {\displaystyle p_{c}} аналогично,
- {\displaystyle m} — медиана, проведëнная к стороне {\displaystyle c,}
- {\displaystyle p_{m}={\dfrac {a+b+2m}{2}},}
- {\displaystyle r} — радиус вписанной окружности,
- {\displaystyle r_{a},\ r_{b},\ r_{c}} — радиусы вневписанных окружностей, касающихся сторон {\displaystyle a,\ b,\ c} соответственно,
- {\displaystyle R} — радиус описанной окружности,
- {\displaystyle m_{a}}, {\displaystyle m_{b}}, {\displaystyle m_{c}} — медианы, проведённые к сторонам {\displaystyle a,b,c},
- {\displaystyle \mu ={\frac {m_{a}+m_{b}+m_{c}}{2}}}.

Площадь треугольника связана с его основными элементами следующими соотношениями:
1. {\displaystyle S_{\triangle ABC}={\dfrac {1}{2}}a\cdot h_{a}={\dfrac {1}{2}}b\cdot h_{b}={\dfrac {1}{2}}c\cdot h_{c};}
2. {\displaystyle S_{\triangle ABC}={\dfrac {1}{2}}ab\sin \gamma ={\dfrac {a^{2}\sin {\beta }\cdot \sin {\gamma }}{2\sin {\left(\beta +\gamma \right)}}}={\dfrac {b^{2}\sin {\alpha }\cdot \sin {\gamma }}{2\sin {\left(\alpha +\gamma \right)}}}={\dfrac {c^{2}\sin {\alpha }\cdot \sin {\beta }}{2\sin {\left(\alpha +\beta \right)}}};}
3. {\displaystyle S_{\triangle ABC}={\dfrac {abc}{4R}};}
4. {\displaystyle S_{\triangle ABC}=r\cdot p;}
5. {\displaystyle S_{\triangle ABC}={\sqrt {p\cdot p_{a}\cdot p_{b}\cdot p_{c}}}={\sqrt {p\left(p-a\right)\left(p-b\right)\left(p-c\right)}}={1 \over 4}{\sqrt {\left(a+b+c\right)\left(b+c-a\right)\left(a+c-b\right)\left(a+b-c\right)}}} — формула Герона;
6. {\displaystyle S_{\triangle ABC}=\left(p-a\right)r_{a}=\left(p-b\right)r_{b}=\left(p-c\right)r_{c}}[14];
7. {\displaystyle S_{\triangle ABC}={\sqrt {p_{m}\left(p_{m}-a\right)\left(p_{m}-b\right)\left(p_{m}-2m\right)}};}
8. {\displaystyle S_{\triangle ABC}=4pR\sin {\alpha  \over 2}\sin {\beta  \over 2}\sin {\gamma  \over 2}} (см. #Описанная и вписанная окружности);
9. {\displaystyle S={\sqrt {r\cdot r_{a}\cdot r_{b}\cdot r_{c}}}}[15];
10. {\displaystyle S_{\triangle ABC}={R\cdot r\cdot \left(\sin \alpha +\sin \beta +\sin \gamma \right)};}
11. {\displaystyle S_{\triangle ABC}={2R^{2}\sin \alpha \sin \beta \sin \gamma };}
12. {\displaystyle S_{\triangle ABC}={\dfrac {c^{2}}{2\left(\operatorname {ctg} \alpha +\operatorname {ctg} \beta \right)}};}
13. {\displaystyle S_{\triangle ABC}={\dfrac {1}{2}}\left({\overrightarrow {CA}}\wedge {\overrightarrow {CB}}\right)={\dfrac {\left(x_{A}-x_{C}\right)\left(y_{B}-y_{C}\right)-\left(x_{B}-x_{C}\right)\left(y_{A}-y_{C}\right)}{2}}} — ориентированная площадь треугольника;
14. {\displaystyle S_{\triangle ABC}={\dfrac {1}{\displaystyle {\sqrt {\left({\dfrac {1}{h_{a}}}+{\dfrac {1}{h_{b}}}+{\dfrac {1}{h_{c}}}\right)\left({\dfrac {1}{h_{c}}}+{\dfrac {1}{h_{b}}}-{\dfrac {1}{h_{a}}}\right)\left({\dfrac {1}{h_{a}}}+{\dfrac {1}{h_{c}}}-{\dfrac {1}{h_{b}}}\right)\left({\dfrac {1}{h_{a}}}+{\dfrac {1}{h_{b}}}-{\dfrac {1}{h_{c}}}\right)}}}}} — см. Аналоги формулы Герона;
15. {\displaystyle S_{\triangle ABC}=r^{2}\operatorname {ctg} \left({\dfrac {\alpha }{2}}\right)\operatorname {ctg} \left({\dfrac {\beta }{2}}\right)\operatorname {ctg} \left({\dfrac {\gamma }{2}}\right);}
16. {\displaystyle S_{\triangle ABC}={\dfrac {p}{\displaystyle {{\dfrac {1}{h_{a}}}+{\dfrac {1}{h_{b}}}+{\dfrac {1}{h_{c}}}}}};}
17. {\displaystyle S_{\triangle ABC}={\dfrac {1}{2}}{\sqrt {2h_{a}h_{b}h_{c}R}};}
18. {\displaystyle S_{\triangle ABC}=a\cdot {\dfrac {r_{b}r_{c}}{\displaystyle {r_{b}+r_{c}}}}=b\cdot {\dfrac {r_{a}r_{c}}{\displaystyle {r_{a}+r_{c}}}}=c\cdot {\dfrac {r_{a}r_{b}}{\displaystyle {r_{a}+r_{b}}}};}
19. {\displaystyle S_{\triangle ABC}={\frac {4}{3}}{\sqrt {\mu (\mu -m_{a})(\mu -m_{b})(\mu -m_{c})}}}.

Частные случаи
1. {\displaystyle S_{\triangle ABC}={\dfrac {ab}{2}}} — для прямоугольного треугольника;
2. {\displaystyle S={\dfrac {a^{2}{\sqrt {3}}}{4}}} — для равностороннего треугольника.

### Другие формулы
- Существуют другие формулы, такие, как например[16]:

{\displaystyle S={\dfrac {\operatorname {tg} \alpha }{4}}\left(b^{2}+c^{2}-a^{2}\right)}
для угла {\displaystyle \alpha \neq 90^{\circ }.}
- В 1885 году Бейкер (Baker)[17] предложил список более ста формул площади треугольника. Он, в частности, включает:

{\displaystyle S={\dfrac {1}{2}}{\sqrt[{3}]{abch_{a}h_{b}h_{c}}},}
{\displaystyle S={\dfrac {1}{2}}{\sqrt {abh_{a}h_{b}}},}
{\displaystyle S={\dfrac {a+b}{2\left({\dfrac {1}{h_{a}}}+{\dfrac {1}{h_{b}}}\right)}},}
{\displaystyle S={\dfrac {Rh_{b}h_{c}}{a}}.}

### Неравенства для площади треугольника
Для площади справедливы неравенства:
- {\displaystyle {\sqrt {27}}r^{2}\leqslant S\leqslant {\dfrac {\sqrt {27}}{4}}R^{2},} причём оба равенства достигаются.
- {\displaystyle S\leqslant {\dfrac {a^{2}+b^{2}}{4}},} где равенство достигается для равнобедренного прямоугольного треугольника.
- Площадь треугольника с периметром {\displaystyle p} меньше или равна {\displaystyle {\dfrac {p^{2}}{12{\sqrt {3}}}}.} Равенство достигается тогда и только тогда, когда треугольник равносторонний (правильный треугольник)[18][19]:657.
- Другие границы для площади {\displaystyle S} даются формулами[20]:p.290:

{\displaystyle 4{\sqrt {3}}S\leqslant a^{2}+b^{2}+c^{2}}    и    ;
{\displaystyle 4{\sqrt {3}}S\leqslant {\dfrac {9abc}{a+b+c}},}
где в обоих случаях равенство достигается тогда и только тогда, когда треугольник равносторонний (правильный).

## История изучения
Свойства треугольника, изучаемые в школе, за редким исключением, известны с ранней античности. Зачатки тригонометрических знаний можно найти в математических рукописях Древнего Египта, Вавилона и Древнего Китая. Главным достижением этого периода стало соотношение, позже получившее имя теоремы Пифагора; Ван дер Варден считает, что вавилоняне открыли его между 2000 и 1786 годами до н. э.
Общая и достаточно полная теория геометрии треугольников (как плоских, так и сферических) появилась в Древней Греции. В частности, во второй книге „Начал“ Евклида теорема 12 представляет собой словесный аналог теоремы косинусов для тупоугольных треугольников. Следующая за ней теорема 13 — вариант теоремы косинусов для остроугольных треугольников. Свойствами элементов треугольников (углов, сторон, биссектрис и др.) после Евклида занимались Архимед, Менелай, Клавдий Птолемей, Папп Александрийский.
В IV веке, после упадка античной науки, центр развития математики переместился в Индию. Сочинения индийских математиков (сиддханты) показывают, что их авторы были хорошо знакомы с трудами греческих астрономов и геометров. Чистой геометрией индийцы интересовались мало, но их вклад в прикладную астрономию и расчётные аспекты тригонометрии очень значителен.
В VIII веке учёные стран Ближнего и Среднего Востока познакомились с трудами древнегреческих и индийских математиков и астрономов. Их астрономические трактаты, аналогичные индийским сиддхантам, назывались „зиджи“; типичный зидж представлял собой сборник астрономических и тригонометрических таблиц, снабжённый руководством по их использованию и (не всегда) изложением общей теории. Сравнение зиджей периода VIII—XIII веков показывает быструю эволюцию тригонометрических знаний. Самые ранние из сохранившихся трудов принадлежат ал-Хорезми и ал-Марвази (IX век).
Сабит ибн Курра (IX век) и ал-Баттани (X век) первыми открыли фундаментальную теорему синусов для частного случая прямоугольного сферического треугольника. Для произвольного сферического треугольника доказательство было найдено (разными способами и, вероятно, независимо друг от друга) Абу-л-Вафой, ал-Худжанди и ибн Ираком в конце X века. В другом трактате ибн Ирака сформулирована и доказана теорема синусов для плоского треугольника.
Фундаментальное изложение тригонометрии (как плоской, так и сферической) дал персидский математик и астроном Насир ад-Дин ат-Туси в 1260 году. Его „Трактат о полном четырёхстороннике“ содержит практические способы решения типичных задач, в том числе труднейших, решённых самим ат-Туси. Таким образом, к концу XIII века были открыты базовые теоремы, необходимые для практической работы с треугольниками.
В Европе развитие тригонометрической теории стало чрезвычайно важным в Новое время, в первую очередь для артиллерии, оптики и навигации при дальних морских путешествиях. В 1551 году появились 15-значные тригонометрические таблицы Ретика, ученика Коперника, с шагом 10». Потребность в сложных тригонометрических расчётах вызвала в начале XVII века открытие логарифмов, причём первые логарифмические таблицы Джона Непера содержали только логарифмы тригонометрических функций.
Изучение треугольника продолжилось в XVII веке: была доказана теорема Дезарга (1636), открыта точка Торричелли (1640) и изучены её свойства. Джованни Чева доказал свою теорему о трансверсалях (1678). Лейбниц показал, как вычислять расстояние от центра тяжести треугольника до других его замечательных точек. В XVIII веке были обнаружены прямая Эйлера и окружность шести точек (1765).
В начале XIX века была открыта точка Жергонна. В 1828 году была доказана теорема Фейербаха. К концу XIX века относится творчество Эмиля Лемуана, Анри Брокара, Жозефа Нойберга. Окружность девяти точек исследовали Понселе, Брианшон и Штейнер, Были обнаружены ранее неизвестные геометрические связи и образы — например, окружность Брокара, точки Штейнера и Тарри. В 1860 году Шлёмильх доказал теорему: три прямые, соединяющие середины сторон треугольника с серединами его соответствующих высот, пересекаются в одной точке. В 1937 году советский математик С. И. Зетель показал, что эта теорема верна не только для высот, но и для любых других чевиан. Исследования перечисленных выше геометров превратили геометрию треугольника в самостоятельный раздел математики.
Значительный вклад в геометрию треугольника внёс в конце XIX — начале XX века Фрэнк Морли. Он доказал, что геометрическое место центров кардиоид, вписанных в треугольник, состоит из девяти прямых, которые, взятые по три, параллельны трём сторонам равностороннего треугольника. Кроме того, 27 точек, в которых пересекаются эти девять прямых, являются точками пересечения двух трисектрис треугольника, принадлежащих к одной и той же его стороне. Наибольшую известность получил частный случай этой теоремы: внутренние трисектрисы углов треугольника, прилежащих к одной и той же стороне, пересекаются попарно в трёх вершинах равностороннего треугольника. Обобщение этих работ опубликовал Анри Лебег (1940), он
ввел {\displaystyle n}-сектрисы треугольника и изучил их расположение в общем виде.
С 1830-х годов в геометрии треугольника стали широко использоваться трилинейные координаты точек. Активно развивалась теория преобразований — проективное, изогональное, изотомическое и другие. Полезной оказалась идея рассмотрения задач теории треугольников на комплексной плоскости.

## Дополнительные сведения
Все факты, изложенные в этом разделе, относятся к евклидовой геометрии.
- Отрезок, соединяющий вершину с точкой на противоположной стороне, называется чевианой. Обычно под чевианой понимают не один такой отрезок, а один из трёх таких отрезков, проведённых из трёх разных вершин треугольника и пересекающихся в одной точке. Они удовлетворяют условиям теоремы Чевы (Если три чевианы пересекаются в одной точке, то отношения, в которых их основания A1, B1 и C1 делят стороны треугольника, удовлетворяют равенству ) (Если точки A1, B1 и C1 на прямых, ограничивающих трегоульник ABC, удовлетворяют условию Чевы, причем собственно на его сторонах лежат все три либо ровно одна из них, то соответствующие чевианы пересекаются в одной точке или параллельны). Чевианы, соединяющие вершину треугольника с точками противоположной стороны, отстоящими на заданное отношение {\displaystyle {\frac {1}{n}}} от её концов, называют недианами.
- Если стороны BC, CA и AB треугольника ABC пересекаются некоторой прямой в точках A1, B1 и C1 соответственно, то выполняется соотношение
- Средней линией треугольника называют отрезок, соединяющий середины двух сторон этого треугольника. Три средние линии треугольника разделяют его на четыре равных треугольника в 4 раза меньшей площади, чем площадь исходного треугольника.
- Серединные перпендикуляры (медиатрисы) к сторонам треугольника также пересекаются в одной точке, которая совпадает с центром описанной окружности.
- Чевианы, лежащие на прямых, симметричных медианам относительно биссектрис, называются симедианами. Они проходят через одну точку — точку Лемуана.
- Чевианы, лежащие на прямых, изотомически сопряжённых биссектрисам относительно оснований медиан, называются антибиссектрисами. Они проходят через одну точку — центр антибиссектрис.
- Кливер треугольника — это отрезок, одна вершина которого находится в середине одной из сторон треугольника, вторая вершина находится на одной из двух оставшихся сторон, при этом кливер разбивает периметр пополам.
- Некоторые точки в треугольнике — «парные». Например, существует две точки, из которых все стороны видны либо под углом в 60°, либо под углом в 120°. Они называются точками Торричелли. Также существует две точки, проекции которых на стороны лежат в вершинах правильного треугольника. Это — точки Аполлония. Точки {\displaystyle P} и {\displaystyle Q} такие, что {\displaystyle \angle ABP=\angle BCP=\angle CAP} и {\displaystyle \angle BAP=\angle CBP=\angle ACP} называются точками Брокара.

### Некоторые замечательные прямые треугольника
- В любом треугольнике центр тяжести, ортоцентр, центр описанной окружности и центр окружности Эйлера лежат на одной прямой, называемой прямой Эйлера.
- В любом треугольнике центр тяжести, центр круга, вписанного в него (инцентр), его точка Нагеля и центр круга, вписанного в дополнительный треугольник {\displaystyle A'B'C'} (или Центр Шпикера), лежат на одной прямой, называемой второй прямой Эйлера (прямой Нагеля)
- Прямая, проходящая через центр описанной окружности и точку Лемуана, называется осью Брокара. На ней лежат точки Аполлония.
- Также на одной прямой лежат точки Торричелли и точка Лемуана.
- Если на описанной окружности треугольника взять точку, то её проекции на стороны треугольника будут лежать на одной прямой, называемой прямой Симсона данной точки. Прямые Симсона диаметрально противоположных точек описанной окружности перпендикулярны.

### Трилинейные поляры треугольника

Бесконечно удалённая прямая — трилинейная поляра центроида

Построение трилинейной поляры точки

Ортоцентрическая ось (Orthic axis) — трилинейная поляра ортоцентра

- Трилинейная поляра точки {\displaystyle P} (полюса) относительно невырожденного треугольника это — прямая линия, определяемая следующим построением. Если продолжить стороны чевианного треугольника некоторой точки и взять их точки пересечения с соответствующими сторонами, то полученные точки пересечения будут лежать на одной прямой, называемой трилинейной полярой исходной точки (на рис. дано построение трилинейной поляры {\displaystyle EDF} красной точки {\displaystyle Y}).
- Трилинейной полярой центроида является бесконечно удаленная прямая — (см. рис.)

Ось Лемуана — трилинейная поляра точки Лемуана показана красным цветом

- Трилинейная полярой точки Лемуана служит ось Лемуана (см. рис.)

Ось внешних биссектрис или антиортовая ось (antiorthic axis) — трилинейная поляра центра вписанной окружности (инцентра) треугольника)

- Все три основания {\displaystyle D,} {\displaystyle E} и {\displaystyle F} трёх внешних биссектрис соответственно {\displaystyle AD,} {\displaystyle CE} и {\displaystyle BF} внешних углов треугольника {\displaystyle ABC} лежат на одной прямой, называемой осью внешних биссектрис или антиортовой осью {\displaystyle DEF} (antiorthic axis) (см. рис.). Эта ось также является трилинейной полярой центра вписанной окружности (инцентра).

- Ортоцентрическая ось {\displaystyle DEF} (Orthic axis) — трилинейная поляра ортоцентра (см. рис.)
- Трилинейные поляры точек, лежащих на описанной конике, пересекаются в одной точке (для описанной окружности это — точка Лемуана, для описанного эллипса Штейнера — центроид).

### Преобразования
Ниже описаны 3 вида преобразований: 1) Изогональное сопряжение, 2) Изотомическое сопряжение, 3) Изоциркулярное преобразование.

#### Изогональное сопряжение
- Если прямые, проходящие через вершины и некоторую точку, не лежащую на сторонах и их продолжениях, отразить относительно соответствующих биссектрис, то их образы также пересекутся в одной точке, которая называется изогонально сопряжённой исходной (если точка лежала на описанной окружности, то получившиеся прямые будут параллельны).
- Изогонально сопряжёнными являются многие пары замечательных точек:
  - Центр описанной окружности и ортоцентр (точка пересечения высот) (Прямые, симметричные высотам относительно соответствующих биссектрис, проходят через центр описаной окружности) (Если три прямые, проведенные из вершин треугольника, пересекаются в одной точке, то и прямые, симметричные им относительно соответствующих биссектрис, тоже проходят через одну и ту же точку),
  - Центроид (точка пересечения медиан) и точка Лемуана (точка пересечения симедиан),
  - Центр девяти точек и точка Косниты треугольника, связанная с теоремой Косниты[34] (Середины сторон треугольника, основания его высот и середины отрезков от вершин до ортоцентра лежат на одной окружности);
  - Две точки Брокара;
  - Точки Аполлония и точки Торричелли.
- Точка Жергонна и центр отрицательной гомотетии вписанной и описанной окружности.
- Точка Нагеля и центр положительной гомотетии вписанной и описанной окружности (точка Веррьера).
- Описанные окружности подерных треугольников изогонально сопряжённых точек совпадают.
- Фокусы вписанных эллипсов изогонально сопряжены.
- Изогональное сопряжение имеет ровно четыре неподвижные точки (то есть точки, которые сопряжены самим себе): центр вписанной окружности и центры вневписанных окружностей треугольника[35].
- Если для любой внутренней точки треугольника построить три точки, симметричные ей относительно сторон, а затем через три последние провести окружность, то её центр изогонально сопряжен исходной точке[36].

#### Изогональные сопряжения линий треугольника
- Под действием изогонального сопряжения прямые переходят в описанные коники, а описанные коники — в прямые.
- Так, изогонально сопряжены:
  - гипербола Киперта и ось Брокара,
  - гипербола Енжабека и прямая Эйлера,
  - гипербола Фейербаха и линия центров вписанной и описанной окружностей.
- Некоторые известные кубики — например, кубика Томсона — изогонально самосопряжены в том смысле, что при изогональном сопряжении всех их точек в треугольнике снова получаются кубики.

#### Изотомическое сопряжение
Если вместо симметричной чевианы брать чевиану, основание которой удалено от середины стороны так же, как и основание исходной, то такие чевианы также пересекутся в одной точке. Получившееся преобразование называется изотомическим сопряжением. Оно также переводит прямые в описанные коники.
- Изотомически сопряжены следующие точки:
  - точка Жергонна и Нагеля,
  - точка пересечения биссектрис (инцентр) и точка пересечения антибиссектрис,
  - Точке Лемуана (точке пересечения симедиан) треугольника изотомически сопряжена его точке Брокара,
  - Центроид (точка пересечения медиан) изотомически сопряжён сам себе.

При аффинных преобразованиях изотомически сопряжённые точки переходят в изотомически сопряжённые. При изотомическом сопряжении в бесконечно удалённую прямую перейдёт описанный эллипс Штейнера.

#### Композицияизогонального(илиизотомического)сопряженияи трилинейной поляры
- Композиция изогонального (или изотомического) сопряжения и трилинейной поляры является преобразованием двойственности. Это означает то, что если точка, изогонально (изотомически) сопряжённая точке {\displaystyle X,} лежит на трилинейной поляре точки {\displaystyle Y,} тогда трилинейная поляра точки, изогонально (изотомически) сопряжённой точке {\displaystyle Y} лежит на трилинейной поляре точки {\displaystyle X.}
- Трилинейная поляра точки {\displaystyle Y,} изогонально сопряженной для точки {\displaystyle X} треугольника, называется центральной линией точки {\displaystyle X}[37][38].

#### Изоциркулярное преобразование
Если в сегменты, отсекаемые сторонами треугольника от описанного круга, вписать окружности, касающиеся сторон в основаниях чевиан, проведённых через некоторую точку, а затем соединить точки касания этих окружностей с описанной окружностью с противоположными вершинами, то такие прямые пересекутся в одной точке. Преобразование плоскости, сопоставляющее исходной точке получившуюся, называется изоциркулярным преобразованием. Композиция изогонального и изотомического сопряжений является композицией изоциркулярного преобразования с самим собой. Эта композиция — проективное преобразование, которое стороны треугольника оставляет на месте, а ось внешних биссектрис переводит в бесконечно удалённую прямую.

### Тригонометрические тождества только с углами
- Три положительных угла {\displaystyle \alpha ,} {\displaystyle \beta } и {\displaystyle \gamma }, каждый из которых меньше {\displaystyle 180^{\circ }}, являются углами треугольника тогда и только тогда, когда выполняется любое одно из следующих соотношений:

{\displaystyle \operatorname {tg} \alpha +\operatorname {tg} \beta +\operatorname {tg} \gamma =\operatorname {tg} \alpha \operatorname {tg} \beta \operatorname {tg} \gamma }
(первое тождество для тангенсов)
Замечание. Соотношение выше применимо только тогда, когда ни один из углов не равен 90° (в таком случае функция тангенса всегда определена).
{\displaystyle \operatorname {tg} {\frac {\alpha }{2}}\operatorname {tg} {\frac {\beta }{2}}+\operatorname {tg} {\frac {\beta }{2}}\operatorname {tg} {\frac {\gamma }{2}}+\operatorname {tg} {\frac {\gamma }{2}}\operatorname {tg} {\frac {\alpha }{2}}=1,}
(второе тождество для тангенсов)
{\displaystyle \sin(2\alpha )+\sin(2\beta )+\sin(2\gamma )=4\sin \alpha \sin \beta \sin \gamma ,}
(первое тождество для синусов)
{\displaystyle \sin ^{2}{\frac {\alpha }{2}}+\sin ^{2}{\frac {\beta }{2}}+\sin ^{2}{\frac {\gamma }{2}}+2\sin {\frac {\alpha }{2}}\sin {\frac {\beta }{2}}\sin {\frac {\gamma }{2}}=1},
(второе тождество для синусов)
{\displaystyle \cos ^{2}\alpha +\cos ^{2}\beta +\cos ^{2}\gamma +2\cos \alpha \cos \beta \cos \gamma =1},
(тождество для косинусов)
{\displaystyle {\frac {r}{R}}=4\sin {\frac {\alpha }{2}}\sin {\frac {\beta }{2}}\sin {\frac {\gamma }{2}}=\cos \alpha +\cos \beta +\cos \gamma -1}
(тождество для отношения радиусов)
Замечание. При делении обеих частей второго тождества для тангенсов на произведение {\displaystyle \operatorname {tg} {\frac {\alpha }{2}}\operatorname {tg} {\frac {\beta }{2}}\operatorname {tg} {\frac {\gamma }{2}}} получается тождество для котангенсов:
{\displaystyle \operatorname {ctg} {\frac {\alpha }{2}}+\operatorname {ctg} {\frac {\beta }{2}}+\operatorname {ctg} {\frac {\gamma }{2}}=\operatorname {ctg} {\frac {\alpha }{2}}\operatorname {ctg} {\frac {\beta }{2}}\operatorname {ctg} {\frac {\gamma }{2}}},
по форме (но не по содержанию) очень похожее на первое тождество для тангенсов.

### Разные соотношения
Квадрат гипотенузы равен сумме квадратов катетов (Теорема Пифагора).
Если стороны треугольника удовлетворяют равенству a2+b2=c2, то этот треугольник прямоугольный.
Метрические соотношения в треугольнике приведены для {\displaystyle \triangle ABC}:
- {\displaystyle {\frac {a}{b}}={\frac {a_{L}}{b_{L}}};}
- {\displaystyle l_{c}={{\sqrt {ab(a+b+c)(a+b-c)}} \over {a+b}}={\sqrt {ab-a_{L}b_{L}}}={\frac {2ab\cos {\frac {\gamma }{2}}}{a+b}};}
- {\displaystyle m_{c}={\frac {1}{2}}{\sqrt {2(a^{2}+b^{2})-c^{2}}}={\frac {1}{2}}{\sqrt {a^{2}+b^{2}+2ab\cos \gamma }};}
- {\displaystyle h_{c}=b\sin \alpha =a\sin \beta ={\frac {2S}{c}};}
- {\displaystyle d^{2}=R(R-2r)} — формула Эйлера;
- {\displaystyle {\frac {r}{R}}=4\sin {\frac {\alpha }{2}}\sin {\frac {\beta }{2}}\sin {\frac {\gamma }{2}}=\cos \alpha +\cos \beta +\cos \gamma -1;}
- {\displaystyle a^{2}+b^{2}+c^{2}=4S(\operatorname {ctg} \alpha +\operatorname {ctg} \beta +\operatorname {ctg} \gamma )=2R^{2}(3-(\cos 2\alpha +\cos 2\beta +\cos 2\gamma ));}
- {\displaystyle {\frac {3}{4}}(a^{2}+b^{2}+c^{2})=m_{a}^{2}+m_{b}^{2}+m_{c}^{2}}[5]:p.70;

Где:
- {\displaystyle a,} {\displaystyle b} и {\displaystyle c} — стороны треугольника,
- {\displaystyle a_{L},} {\displaystyle b_{L}} — отрезки, на которые биссектриса {\displaystyle l_{c}} делит сторону {\displaystyle c,}
- {\displaystyle m_{a},} {\displaystyle m_{b},} {\displaystyle m_{c}} — медианы, проведённые соответственно к сторонам {\displaystyle a,} {\displaystyle b} и {\displaystyle c,}
- {\displaystyle h_{a},} {\displaystyle h_{b},} {\displaystyle h_{c}} — высоты, опущенные соответственно на стороны {\displaystyle a,} {\displaystyle b} и {\displaystyle c,}
- {\displaystyle r} — радиус вписанной окружности,
- {\displaystyle R} — радиус описанной окружности,
- {\displaystyle p={\frac {a+b+c}{2}}} — полупериметр,
- {\displaystyle S} — площадь,
- {\displaystyle d} — расстояние между центрами вписанной и описанной окружностей.

- Для любого треугольника, у которого стороны связаны неравенствами {\displaystyle a\geqslant b\geqslant c,} а площадь равна {\displaystyle S,} длины срединных перпендикуляров или медиатрис, заключённых внутри треугольника, опущенных на соответствующую сторону (отмеченную нижним индексом), равны[41]:Corollaries 5 and 6

{\displaystyle p_{a}={\frac {2aS}{a^{2}+b^{2}-c^{2}}},} {\displaystyle p_{b}={\frac {2bS}{a^{2}+b^{2}-c^{2}}}} и {\displaystyle p_{c}={\frac {2cS}{a^{2}-b^{2}+c^{2}}}.}

## Формулы площади треугольника в декартовых координатах на плоскости
Обозначения
- {\displaystyle (x_{A},y_{A});\ (x_{B},y_{B});\ (x_{C},y_{C})} — координаты вершин треугольника.

### Общая формула площади треугольника в декартовых координатах на плоскости
{\displaystyle S_{\triangle ABC}={\frac {1}{2}}{\begin{vmatrix}x_{A}&y_{A}&1\\x_{B}&y_{B}&1\\x_{C}&y_{C}&1\end{vmatrix}}=}
{\displaystyle {}={\frac {\left|x_{A}(y_{B}-y_{C})+x_{B}(y_{C}-y_{A})+x_{C}(y_{A}-y_{B})\right|}{2}}=}
{\displaystyle {}={\frac {\left|(x_{B}-x_{A})(y_{C}-y_{A})-(x_{C}-x_{A})(y_{B}-y_{A})\right|}{2}}.}
В частности, если вершина A находится в начале координат (0, 0), а координаты двух других вершин есть B = (xB, yB) и C = (xC, yC), то площадь может быть вычислена в виде 1⁄2 от абсолютного значения определителя:
{\displaystyle T={\frac {1}{2}}\left|\det {\begin{pmatrix}x_{B}&x_{C}\\y_{B}&y_{C}\end{pmatrix}}\right|={\frac {1}{2}}|x_{B}y_{C}-x_{C}y_{B}|.}
Последнюю формулу площади треугольника в английской литературе именуют формулой площади, заключенной внутри ломаной натянутого на гвозди шнурка (shoelace formula), или геодезической формулой (surveyor’s formula), или формулой площади Гаусса.

### Вычисление площади треугольника в пространстве с помощью векторов
Пусть вершины треугольника находятся в точках {\displaystyle \ \mathbf {r} _{A}(x_{A},\ y_{A},\ z_{A}),} {\displaystyle \ \mathbf {r} _{B}(x_{B},\ y_{B},\ z_{B}),} {\displaystyle \ \mathbf {r} _{C}(x_{C},\ y_{C},\ z_{C}).}
Введём вектор площади {\displaystyle \ \mathbf {S} ={\frac {1}{2}}[\mathbf {r} _{B}-\mathbf {r} _{A},\mathbf {r} _{C}-\mathbf {r} _{A}].} Длина этого вектора равна площади треугольника, а направлен он по нормали к плоскости треугольника:
{\displaystyle \mathbf {S} ={\frac {1}{2}}{\begin{vmatrix}\mathbf {i} &\mathbf {j} &\mathbf {k} \\x_{B}-x_{A}&y_{B}-y_{A}&z_{B}-z_{A}\\x_{C}-x_{A}&y_{C}-y_{A}&z_{C}-z_{A}\end{vmatrix}}.}
Положим {\displaystyle \mathbf {S} =S_{x}\mathbf {i} +S_{y}\mathbf {j} +S_{z}\mathbf {k} ,} где {\displaystyle S_{x},} {\displaystyle S_{y},} {\displaystyle S_{z}} — проекции треугольника на координатные плоскости. При этом:
{\displaystyle S_{x}={\frac {1}{2}}{\begin{vmatrix}y_{B}-y_{A}&z_{B}-z_{A}\\y_{C}-y_{A}&z_{C}-z_{A}\end{vmatrix}}={\frac {1}{2}}{\begin{vmatrix}1&y_{A}&z_{A}\\1&y_{B}&z_{B}\\1&y_{C}&z_{C}\end{vmatrix}},}
и аналогично:
{\displaystyle S_{y}={\frac {1}{2}}{\begin{vmatrix}x_{A}&1&z_{A}\\x_{B}&1&z_{B}\\x_{C}&1&z_{C}\end{vmatrix}},\qquad S_{z}={\frac {1}{2}}{\begin{vmatrix}x_{A}&y_{A}&1\\x_{B}&y_{B}&1\\x_{C}&y_{C}&1\end{vmatrix}}.}
Площадь треугольника равна {\displaystyle S={\sqrt {S_{x}^{2}+S_{y}^{2}+S_{z}^{2}}}.}
Альтернативой служит вычисление длин сторон (по теореме Пифагора) и далее по формуле Герона.

### Вычисление площади треугольника через комплексные декартовы координаты его вершин
Если обозначить комплексные декартовы координаты (на комплексной плоскости) вершин треугольника соответственно через {\displaystyle a=x_{A}+y_{A}i,} {\displaystyle b=x_{B}+y_{B}i} и {\displaystyle c=x_{C}+y_{C}i} и обозначить их комплексно сопряженные точки соответственно через {\displaystyle {\bar {a}},} {\displaystyle {\bar {b}}} и {\displaystyle {\bar {c}}}, тогда получим формулу:
{\displaystyle T={\frac {i}{4}}{\begin{vmatrix}a&{\bar {a}}&1\\b&{\bar {b}}&1\\c&{\bar {c}}&1\end{vmatrix}},}
что эквивалентно формуле площади, заключенной внутри ломаной натянутого на гвозди шнурка (shoelace formula), или геодезической формуле (surveyor’s formula), или формуле площади Гаусса.
В частности, если вершина A находится в начале координат (0, 0), то площадь может быть вычислена по формуле
{\displaystyle T={\frac {i}{4}}{\begin{vmatrix}b&{\bar {b}}\\c&{\bar {c}}\end{vmatrix}}={\frac {i}{4}}(b{\bar {c}}-{\bar {b}}c).}

## Треугольник в неевклидовых геометриях

### На сфере

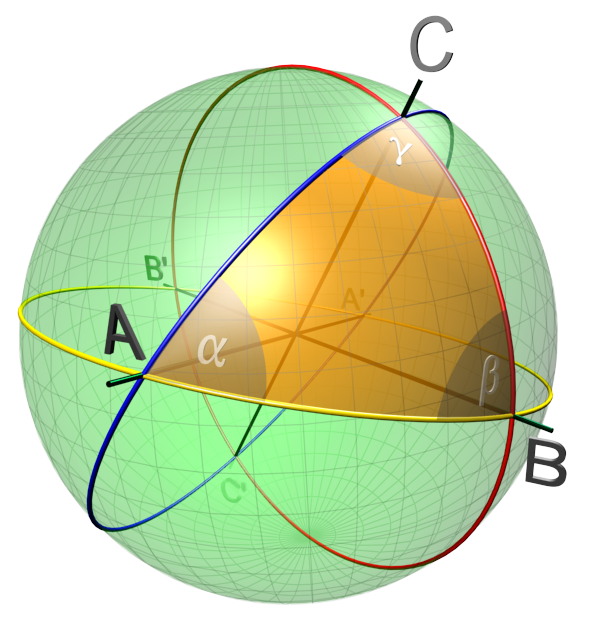
Сферический треугольник

Свойства треугольника со сторонами {\displaystyle a,} {\displaystyle b,} {\displaystyle c} и углами {\displaystyle A,} {\displaystyle B,} {\displaystyle C.}
Сумма углов (невырожденного) треугольника строго больше {\displaystyle 180^{\circ }.}
Любые подобные треугольники равны.
Теорема синусов (здесь и далее сторону сферического треугольника принято измерять не линейной мерой, а величиной опирающегося на неё центрального угла):
{\displaystyle {\frac {\sin A}{\sin a}}={\frac {\sin B}{\sin b}}={\frac {\sin C}{\sin c}}.}
Теоремы косинусов:
{\displaystyle \cos c=\cos a\cos b-\sin a\sin b\cos C,}
{\displaystyle \cos C=-\cos A\cos B+\sin A\sin B\cos c.}

### На плоскости Лобачевского
Для треугольника со сторонами {\displaystyle a}, {\displaystyle b,} {\displaystyle c} и углами {\displaystyle A,} {\displaystyle B,} {\displaystyle C.}
Сумма углов (невырожденного) треугольника строго меньше {\displaystyle 180^{\circ }.}
Как и на сфере, любые подобные треугольники равны.
Теорема синусов:
{\displaystyle {\frac {\sin A}{\operatorname {sh} a}}={\frac {\sin B}{\operatorname {sh} b}}={\frac {\sin C}{\operatorname {sh} c}}.}
Теоремы косинусов:
{\displaystyle \operatorname {ch} c=\operatorname {ch} a\operatorname {ch} b-\operatorname {sh} a\operatorname {sh} b\cos C,}
{\displaystyle \cos C=-\cos A\cos B+\sin A\sin B\operatorname {ch} c.}

### Связь суммы углов с площадью треугольника
Значение для суммы углов треугольника во всех трёх случаях (евклидова плоскость, сфера, плоскость Лобачевского) является следствием формулы Гаусса — Бонне:
{\displaystyle \int \limits _{\Omega }K\,d\sigma +\sum _{i}\varphi _{i}=2\pi \chi .}
В случае треугольника эйлерова характеристика {\displaystyle \chi =1.} Углы {\displaystyle \varphi _{i}} — это внешние углы треугольника. Значение величины {\displaystyle K} (гауссовой кривизны) — это {\displaystyle K=0} для евклидовой геометрии, {\displaystyle K=1} для сферы, {\displaystyle K=-1} для плоскости Лобачевского.

## Обозначение
| Символ | Юникод | Название                   |
| ------ | ------ | -------------------------- |
| △      | U+25B3 | white up-pointing triangle |